# 长尾线虫科
长尾线虫科（学名：Seinuridae）为小桿目的一个科。

## 下级分类
本科包括以下属：
- Aprutides Scognamiglio et al., 1970
- Papuaphelenchus Andrassy, 1973
- 长尾线虫属 Seinura Fuchs, 1931